# Joan Ramon Folc I de Cardona
Joan Ramon Folc I de Cardona (3 de gener de 1375 - 11 d'abril de 1441) fou comte de Cardona i vescomte de Vilamur (1400-1441).

## Orígens familiars
Fill d'Hug II de Cardona i de Beatriz de Luna.

## Matrimoni i descendents
Es va casar amb 16 anys, el 1391, amb Joana de Gandia (?-1419), filla d'Alfons IV de Ribagorça. Fills: 
- Joan Ramon Folc II de Cardona (1400-1471) successor al comtat de Cardona.
- Hug de Cardona i Gandia (1405-1470).
- Joana de Cardona.
- Jaume de Cardona i de Gandia (1405-1466), bisbe de Vic (1445-1459) i President de la Generalitat de Catalunya (1443-1446).
- Elionor de Cardona, s'embarcà el 1451 cap a Sardenya per casar-se amb el marquès d'Oristany.
- Pere de Cardona.

En segones núpcies amb Beatriu de Pallars, filla d'Hug Roger II de Pallars, fills:
- Beatriu de Cardona i de Pallars.
- Antoni de Cardona i de Pallars, bisbe d'Elna. (1432-1467).
- Violant de Cardona, (incertesa sobre si era filla de Joana o Beatriu).
- Joan de Cardona i de Pallars, considerat fill bastard, es casà amb Agraïda de Sacicera, senyora de Lloberola.

## Biografia
Era conegut també amb els noms de Cap de Sant Joan Baptista, el Gambacoberta i el comte Camacurt. El 1396 fou un dels magnats que anaren a Sicília a cercar el nou rei Martí, que l’investí ben aviat de l’almirallat patern. El 1400 heretà el comtat de Cardona. Fou un dels generals de Martí el Jove a la campanya sarda que acabà amb la tragèdia de Sanluri (1409). Durant l’interregne de 1410-1412, ell i el seu germà Antoni de Cardona i de Luna foren els caps parlamentaris més notables de la noblesa urgellista. El 1412 protestaren per la manera com havien estat elegits els compromissaris de Casp, però, un cop pronunciada la sentència, el comte s'adherí fervorosament a la nova dinastia i es negà a col·laborar en la revolta de Jaume d'Urgell el Dissortat (1413). Amb motiu del casament del seu fill Joan Ramon Folc (II) amb Joana de Prades, li escriví una bella lletra de consells i instruccions. El 1418 fou ambaixador d'Alfons el Magnànim al Concili de Constança, i el 1423 manà l'estol que portà a Nàpols l’infant Pere amb forces que permeteren al rei de prendre de nou la ciutat. De retorn, l'estol saquejà Marsella. Després del 1436 es retirà a Cardona.